# Rally Championship 2000
A Mobil 1 Rally Championship (hivatalos nevén Mobil 1 British Rally Championship, egyes európai országokban, így Magyarországon is Rally Championship 2000) egy 1999-ben megjelent, PC-re és PlayStation-re fejlesztett autóverseny-játék. A Rally Championship-sorozat ötödik inkarnációja, az International Rally Championship folytatása. A Magnetic Fields fejlesztette a Creative Asylum segítségével, és 1999-ben jelent meg. PC-re az Electronic Arts forgalmazta, PlayStation-re az Atod és az Europress, a kiadó pedig az Actualize volt. A Windows-változatban szereplő pályák a Brit Térképészeti Intézet által készített térképek alapján, valós brit helyszíneken játszódnak. Zenéjét Darren Ithell szerezte.
A játék abandonware státuszú, szabadon letölthető. 2001 szeptemberében a PC Guru teljes játékként jelentette meg. Létezik hozzá magyarítás, mely a navigátor hangjaira is kiterjed.

## Játékmenet
A játék valós brit helyszíneken alapuló bajnokságban játszódik. Hatfordulós a játék (Vauxhall Rally of Wales, Pirelli International Rally, Scottish Rally RSAC, SEAT Jim Clark Memorial Rally, Stena Line Ulster Rally, Sony Manx International Rally), valamennyi fordulóban hat szakasz található. A szakaszokat három különböző géposztályba tartozó autókkal teljesíthetjük (A5, A6, A7), ezek más nehézségi szintet is jelentenek. Egy különleges géposztály, az A8 csak a játék végigjátszása után érhető el, illetve vannak további, rejtett, különleges módon előcsalogatható járművek is.
- A5: Ford Puma, Nissan Micra Maxi
- A6: Citroën Saxo, Honda Civic, Peugeot 106 Maxi, Proton Compact, Skoda Felicia
- A7: Ford Escort Maxi, Ford Escort RS2000, Hyundai Coupé Evo II, Nissan Almera, Renault Mégane, Seat Ibiza Cupra Sport, Skoda Octavia, Vauxhall Astra, Volkswagen Golf GTI IV
- A8: Mitsubishi Lancer Evo IV, Mitsubishi Lancer Evo V, Peugeot 206 WRC, Proton Wira, Seat Cordoba WRC, Subaru Impreza WRC

Minden szakasz meglehetősen hosszú, van, amelyik 25-30 perces is lehet, de előfordulnak rövid, 3-4 perces szakaszok is. Ezeket változó időjárási körülmények között teljesíthetjük, illetve vannak éjszakai pályák is. Az adott szakaszokon checkpoint-ok találhatóak, ezek mutatják meg, hogy a jelenlegi időeredményünkkel hanyadikok vagyunk és mekkora előnnyel illetve lemaradással. Minden szakasz után az elért helyezésünknek megfelelően kaphatunk pontokat. Az autók megsérülhetnek, ennek megfelelően vizuálisan és menettulajdonságaikban is rosszabbá válhatnak. Ha egy elem kritikus állapotba kerül, nagyon oda kell figyelnünk, mert egy szintet meghaladva a jármű elromlik a pálya közepén, és akkor az egész forduló véget ér számunkra. Egyes szakaszok (általában minden második) lehetőségünk nyílik arra, hogy az autó finombeállításain túl javításokat végezzünk el, de ezek időigényesek, így előfordulhat, hogy nem sikerül mindent megjavítanunk, vagy hogy éppen időhátrányba kerülünk. A fordulókban szerzett pontszámok alapján szerezhetjük meg a végső helyezést.

## Fogadtatás
A játék alapjaiban véve pozitív kritikákat kapott, PlayStation-ön azonban vegyes volt a megítélése. A windowsos változat esetében egyértelmű dicséretet kapott a szép grafika és a valósághű térképek, emellett az autók működésének realisztikus ábrázolása és a komplex sérülésrendszer szimulálása.
A játéknak ismert problémái vannak a modern platformokon való futtatással, többek között a többprocesszoros futtatás és a Windows XP feletti operációs rendszerek nem támogatottsága miatt. Ezeket rajongók által készített javításokkal lehet orvosolni.

## Fordítás
Ez a szócikk részben vagy egészben  a   Mobil 1 Rally Championship című angol Wikipédia-szócikk ezen változatának fordításán alapul.  Az eredeti cikk szerkesztőit annak laptörténete sorolja fel. Ez a jelzés csupán a megfogalmazás eredetét és a szerzői jogokat jelzi, nem szolgál a cikkben szereplő információk forrásmegjelöléseként.